# راشد علي (لاعب كرة قدم مواليد 1989)
راشد علي السويدي (مواليد 2 ديسمبر 1989) لاعب كرة قدم إماراتي يجيد اللعب كحارس مرمى مع نادي الوحدة في دوري الخليج العربي الإماراتي .
لعب سابقاً لأندية الوصل وانتقل إلى الوحدة عام 2017 .

## روابط خارجية
- راشد علي السويدي على موقع قاعدة بيانات كرة القدم.إي يو (الإنجليزية)
- راشد علي السويدي على موقع Soccerway.com (الإنجليزية)